# Aleksandar Solovjev
Aleksandar Vasiljevič Solovjev (Kališ, 18. rujna 1890. – Ženeva, 15. siječnja 1971.), srpski pravnik i povjesničar ruskog podrijetla. 

## Životopis
Rođen je 18. rujna 1890. u Kališu (Poljska, tada Rusija), od oca Vasilija Fjodoroviča Solovjeva, člana prizivnog suda u Varšavi, i majke Jelene rođene Ribnikov (kćerke poznatog etnografa i filologa Pavla Ribnikova).
Godine 1908. položio je maturu u VI. Varšavskoj gimnaziji, nakon čega je upisao Pravni fakultet Sveučilišta u Varšavi gdje je najviše izučavao povijest slavenskog i ruskog prava. Diplomirao je u lipnju 1912. godine i stupio u državnu službu u Moskovski prizivni sud. U isto vrijeme radio je u Moskovskom arhivu Vanjskih poslova na tezi "Ekstradicija krivaca u međunarodnim odnosima Rusije od g. 911. do 14. stoljeća". Tiskanje ove teze u sveučilišnom glasniku, koje je odobrio Pravni fakultet, omeo je rat. Od 1912. do 1914. studirao je slavistiku na Filozofskom fakultetu u Varšavi.
Godine 1914. postao je asistent na Pravnom fakultetu, a zatim odlazi na isti položaj na moskovskom sveučilištu. Nakon Prvog svjetskog rata, Solovjev emigrira i odlazi u Istanbul, potom Sofiju i Heidelberg, a konačno je 1920. došao u Beograd. Tu započinje veoma plodnu fazu pisanja o srpskom srednjovjekovnom pravu. Počeo je raditi i na Pravnom fakultetu Sveučilišta u Beogradu na kojem je 1937. godine izabran za redovnog profesora. 
Godine 1947. mu je ponuđeno mjesto dekana novosnovanog Pravnog fakulteta u Sarajevu, što je i prihvatio, te se odmah dao na posao izgrađivanja ove institucije. U Sarajevu se također posvetio i izučavanju problema iz bosanske povijesti, posebno prava i Crkve bosanske (bogumila). Svoje radove na te teme objavljivao je u Glasniku Zemaljskog muzeja, Pregledu, Prosvjetnom radniku, Istorijsko-pravnom zborniku i Godišnjaku Istorijskog društva.
U Sarajevu je 1949. uhićen po liniji informbiro, te je proveo 18 mjeseci u zatvoru, nakon čega gubi pravo na mirovinu i sva ostala građanska prava. Već 1951. prinudno odlazi iz zemlje u Ženevu, Švicarska. Umro je 15. siječnja 1971. u Ženevi gdje je i sahranjen.
Solovjev se pored pravne povijesti, bavio i heraldikom, te je 1967. godine izabran za člana "Međunarodne heraldičke akademije" (Academie internationale d'heraldique). Napisao je i sintetičku studiju o srpskom grbu, a bavio se i problemima ilirske heraldike. Njegovi sabrani radovi na temu heraldike objavljeni su postumno u Beogradu 2000. godine.